# Alain Meslet
Alain Meslet (Averton, 8 de febrer de 1950) va ser un ciclista francès, que fou professional entre 1975 i 1981. El seu principal èxit esportiu fou la victòria en una etapa del Tour de França de 1977.

## Palmarès
- 1975
  - 1r als Boucles de la Mayenne
- 1976
  - 1r al Gran Premi del Midi Libre i vencedor d'una etapa
  - Vencedor d'una etapa de la París-Limoges
- 1977
  - 1r a Josselin
  - Vencedor d'una etapa al Tour de França
- 1979
  - Vencedor d'una etapa al Tour del Tarn
- 1980
  - Vencedor d'una etapa al Circuit de La Sarthe

### Resultats al Tour de França
- 1976. 24è de la classificació general
- 1977. 10è de la classificació general. Vencedor d'una etapa
- 1979. 34è de la classificació general
- 1980. Abandona (13a etapa)
- 1981. 41è de la classificació general